# BYD Seagull
BYD Seagull – elektryczny samochód osobowy klasy miejskiej produkowany pod chińską marką BYD od 2023 roku.

## Historia i opis modelu

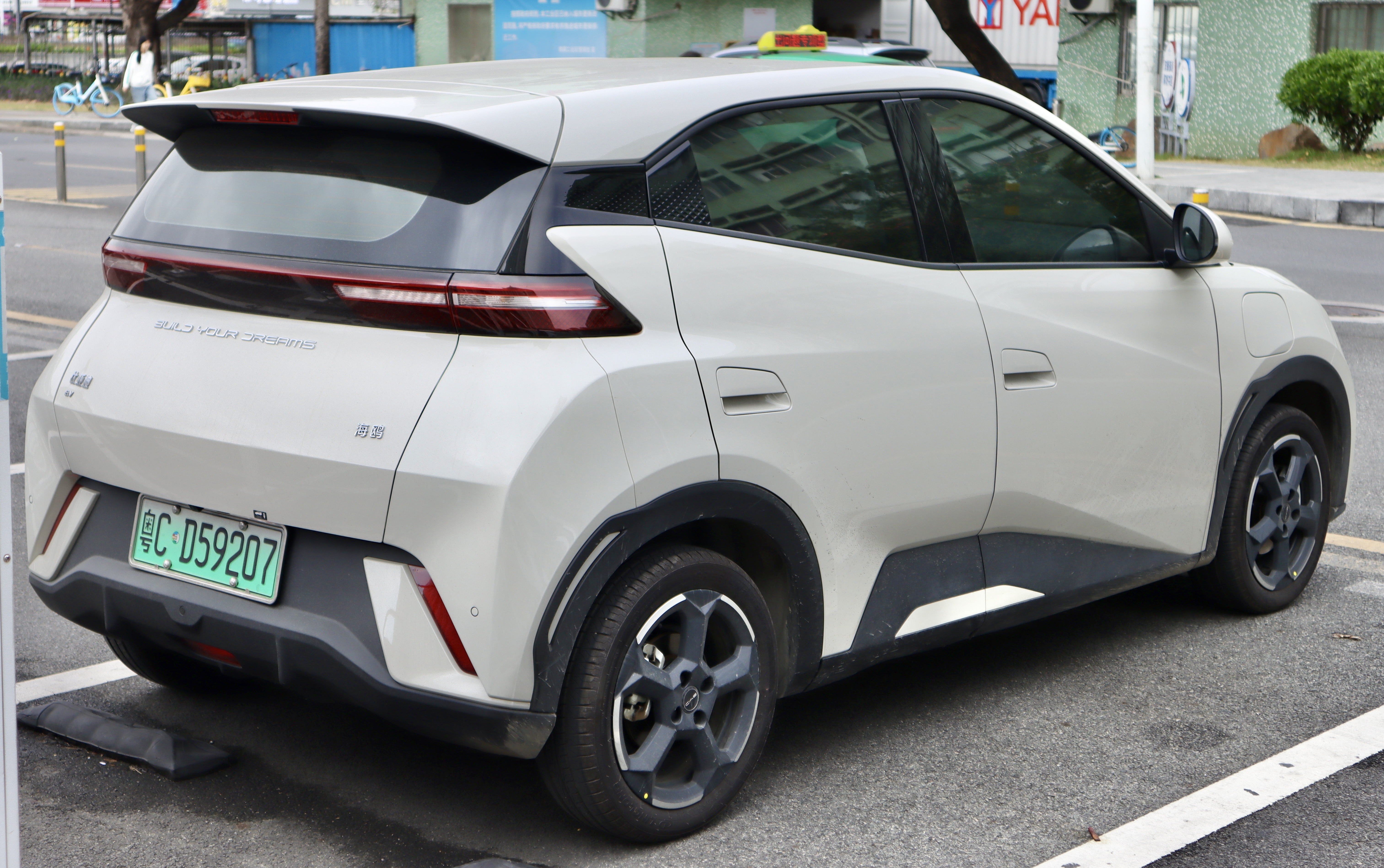
BYD Seagull - tył

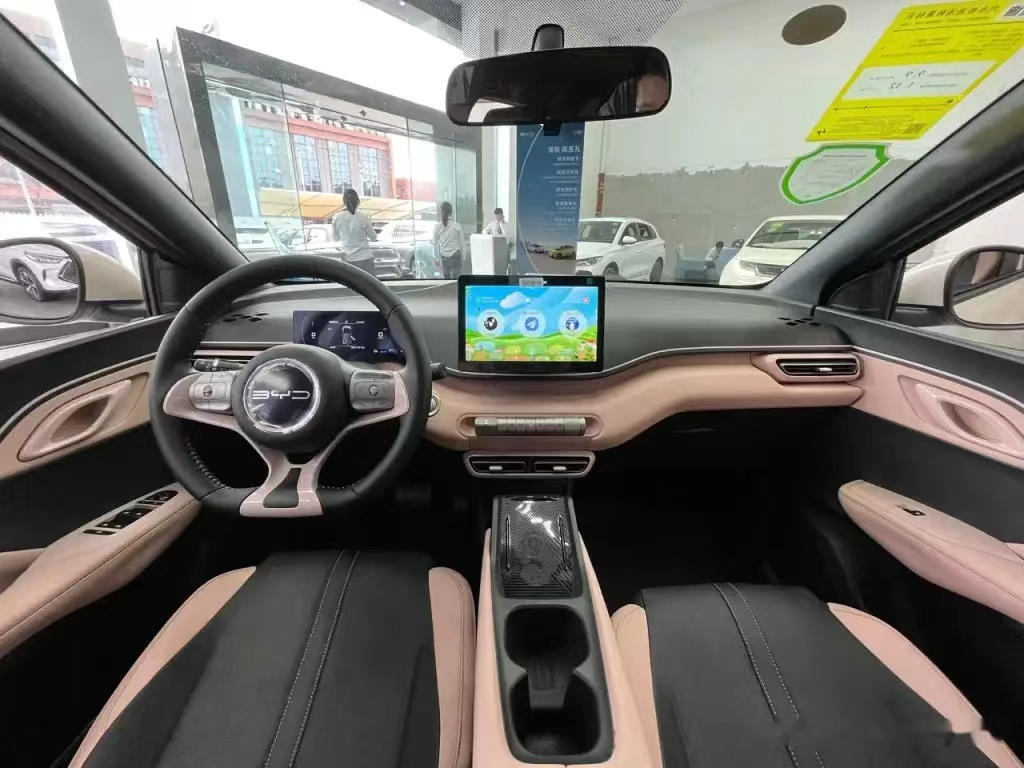
BYD Seagull - kokpit

W kwietniu 2023 BYD Auto przedstawił kolejny i zarazem najmniejszy samochód nie tylko w ramach linii modelowej Ocean, ale i w całej gamie pojazdów elektrycznych. Miejski model Seagull przyjął postać niewielkiego 5-drzwiowego hatchbacka o awangardowej stylistyce łączącej w sobie liczne ostre linie, nieregularne przetłoczenia, agresywnie ukształtowane reflektory i opadającą linię dachu wraz z tylnymi lampami połączonymi pasem świetlnym. Samochód uplasował się w gamie poniżej modelu Dolphin.
Wzorem innych modeli BYD z linii Ocean, kabina pasażerska utrzymana została w dwubarwnej tonacji, z płynnie ukształtowaną linią deski rozdzielczej i dużym, centralnie umieszczonym dotykowym i obracającym się ekranem systemu multimedialnego o przekątnej 12,8 cala. Cyfrowe wskaźniki zyskały powierzchnię 5 cali, a kabina pasażerska umożliwia łącznie transport do 4 pasażerów.

### Sprzedaż
Po światowej premierze na Shanghai Auto Show w drugiej połowie kwietnia 2023, BYD zaplanował rozpoczęcie sprzedaży Seagulla tuż po debiucie z ograniczeniem początkowo wyłącznie do rodzimego rynku chińskiego. 24 godziny po rozpoczęciu zbierania zamówień producent znalazł 10 tysięcy zainteresowanych, a po miesiącu od uruchomienia sprzedaży Seagull stanowił 12% całego udziału rynkowego BYD-a z 14,3 tysiąca dostarczonych egzemplarzy. Do końca grudnia 2023 wyprodukowano 280 tysięcy Seagulli, co zbiegło się z uruchomieniem sprzedaży na pierwszym rynku eksportowym - jako BYD Dolphin Mini w Brazylii.

### Dane techniczne
BYD Seagull to samochód w pełni elektryczny, do którego napędu wykorzystane zostały dwa zespoły napędowe do wyboru. Podstawowy tworzy silnik o mocy 75 KM dostępny z akumulatorem o pojemności 30 kWh, umożliwiając 305 kilometrów zasięgu i 130 km/h prędkości maksymalnej. Topowa odmiana rozwija 102 KM i oferuje ok. 405 kilometrów zasięgu dzięki baterii o pojemnoci 38 kWh. Nowatorskim rozwiązaniem zostało wykorzystanie baterii sodowo-jonowej pozbawionego kobaltu, którą BYD zastosował w Seagullu jako jednym z trzech pierwszych samochodów w swojej gamie.